# Månsarpasjön
Månsarpasjön är en sjö i Taberg i Jönköpings kommun i Småland och ingår i Motala ströms huvudavrinningsområde. Sjön har en area på 0,0469 kvadratkilometer och ligger 216,1 meter över havet. Vid sjön går den 18,7 kilometer långa Tabergsåleden. Månsarpasjön är en fiskesjö där det främst återfinns öring och gädda, men abborre, mört, harr och bäckröding förekommer.

## Galleri

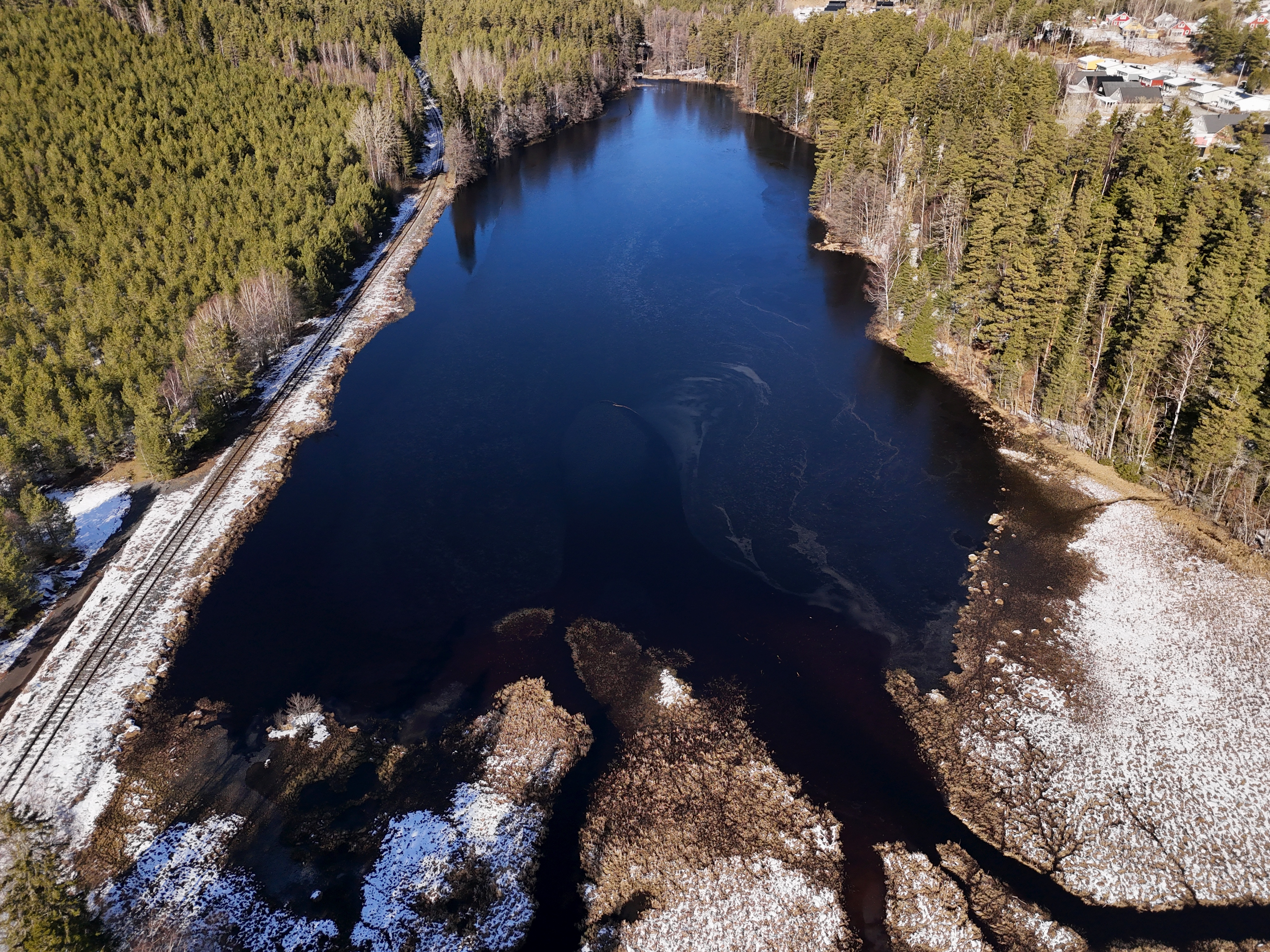
Månsarpasjön i mars 2025. Sjön passeras i väster av Jönköpingsbanan.